# Myrmica kasczenkoi
Myrmica kasczenkoi är en myrart som beskrevs av Mikhail Dmitrievich Ruzsky 1905. Myrmica kasczenkoi ingår i släktet rödmyror, och familjen myror. Inga underarter finns listade i Catalogue of Life.